# Diecezja Chur

Diecezja na mapie administracyjnej Kościoła szwajcarskiego

Diecezja Chur, łac. Dioecesis Curiensis – diecezja Kościoła rzymskokatolickiego obejmująca znaczną część wschodniej Szwajcarii.
Z siedzibą w Chur obejmuje kantony: Gryzonia, Schwyz, Glarus, Zurych, Nidwalden, Obwalden i Uri. Jak wszystkie diecezje w tym kraju, podlega bezpośrednio Stolicy Apostolskiej. Jej powstanie datowane jest na V wiek. W latach 1823–47 nosiła nazwę diecezji Chur-Sankt Gallen. Obecne granice uzyskała w 1997, po wyodrębnieniu z niej Archidiecezji Vaduz.
Według tradycji pierwszym biskupem Chur był św. Lucjusz będący patronem diecezji.
 Siedziba biskupa znajduje się przy katedrze Wniebowzięcia NMP, w której to przechowywane są relikwie świętego.

## Biskupi
- biskup diecezjalny: Joseph Bonnemain
- biskup senior: Marian Eleganti OSB